# Клепиково (Великоустюгский район)
Клепиково — деревня в Великоустюгском районе Вологодской области.
Входит в состав Красавинского сельского поселения, с точки зрения административно-территориального деления — в Красавинский сельсовет.
Расстояние по автодороге до районного центра Великого Устюга — 21 км, до центра муниципального образования Васильевского — 1 км. Ближайшие населённые пункты — Васильевское, Большая Синега, Боровинка.
По переписи 2002 года население — 29 человек (17 мужчин, 12 женщин). Всё население — русские.